# Alan MacDiarmid
Alan Graham MacDiarmid (Masterton, 1927. április 14. – Drexel Hill, 2007. február 7.) új-zélandi születésű amerikai kémikus. 2000-ben kémiai Nobel-díjjal tüntették ki „a vezetőképes polimerek felfedezéséért és fejlesztéséért”, megosztva Alan Heegerrel és Sirakava Hidekivel.

## Életrajz
1927. április 14-én született az új-zélandi Mastertonban.
Édesapja, aki mérnök volt, a nagy gazdasági világválság idején 4 éven át munkanélküli volt. Mivel úgy vélték Új-Zéland fővárosában, Wellingtonban bőségesebb munkalehetőségek vannak ennek okán a Wellington közelében elterülő Lower Huttba költöztek. MacDiarmid a Hutt Valley Középiskolában és a wellingtoni Victoria Egyetemen tanult.